# Gert Boysen
Gert Boysen (* 28. April 1938 in Kiel; † 2. November 2024 in Hamburg) war ein deutscher Politiker der CDU.

## Leben und Politik
Gert Boysen wuchs in Hamburg auf und absolvierte dort beim Axel Springer Verlag eine Lehre als Verlagskaufmann, wo er als Lehrlingssprecher tätig war. Anschließend arbeitete er als Journalist. Eine prägende Erfahrung war laut eigener Aussage seine Begegnung mit dem Gründungsmitglied der Hamburger CDU Erik Blumenfeld, dessen Mitarbeiter er wurde. Boysen wurde Sprecher des Landesverbandes der CDU-Hamburg und leitete ab 1973 die Pressestelle der CDU-Fraktion.
Von 1966 bis 1993 war er Abgeordneter der Hamburgischen Bürgerschaft, wo er 1973 Sprecher der CDU-Fraktion wurde. Als Parlamentarier war er lange Zeit im Kulturausschuss tätig. Bis zur Wiedervereinigung war er zudem deutschlandpolitischer Sprecher der Unionsfraktion und Mitinitiator für die Städtepartnerschaft zwischen Hamburg und Dresden. Als Abgeordneter saß er im NDR-Rundfunkrat und war 1978/79 dessen Vorsitzender. Nach dem Ausscheiden aus der Bürgerschaft wurde er Mitglied der Deputation in der Kulturbehörde. Gemeinsam mit Ole von Beust setzte Boysen sich 1999 für eine Drei-Städte-Partnerschaft Hamburgs mit einer israelischen und einer palästinensischen Stadt ein. Nach der Bürgerschaftswahl 2001, als die CDU in Hamburg ein Bündnis mit der Partei von Ronald Schill einging, gab Boysen nach 28 Jahren seinen Posten als Fraktionssprecher auf.
Gert Boysen engagierte sich zeitlebens für die deutsch-französische Freundschaft und Aussöhnung. Als einen Höhepunkt seines Lebens bezeichnete er den Versöhnungsgottesdienst, den Bundeskanzler Konrad Adenauer und Frankreichs Staatspräsident Charles de Gaulle am 8. Juli 1962 in der Kathedrale von Reims feierten und an dem er teilnehmen durfte. Anlässlich der Feierlichkeiten zum Jahrestag legten Gert Boysen und der Bürgermeister von Reims, Arnaud Robinet, gemeinsam einen Kranz vor den Gedenktafeln nieder, die an die Leistungen von de Gaulle und Adenauer erinnert.
Das Hamburger Abendblatt würdigte Boysen in einem Nachruf als leidenschaftlichen Europäer, der sich für die Verständigung zwischen den Völkern einsetzte und für die deutsche Einheit eintrat, als viele nicht mehr daran glaubten. Dennis Thering würdigte ihn mit den Worten: „Gert Boysen spielte als Mitinitiator eine wichtige Rolle in der Städtepartnerschaft zwischen Hamburg und Dresden. Er hinterlässt ein bedeutendes Erbe in der Hamburger Politik und wird uns als engagierter und integrer Politiker in Erinnerung bleiben.“